# 愛知県道402号中原東細谷線
愛知県道402号中原東細谷線（あいちけんどう402ごう なかはらひがしほそやせん）は、愛知県豊橋市内を通る一般県道である。経路は愛知・静岡県境にほぼ沿っている。

## 概要

### 路線データ
- 起点：愛知県豊橋市中原町
- 終点：愛知県豊橋市東細谷町
- 全長：約5.2km

## 沿革
- 1959年12月15日 認定

## 接続する道路
- 愛知県道3号豊橋湖西線（立岩街道）（中原町瓶焼地内）
- 国道1号（一里山交差点）
- 国道42号（表浜街道）（東細谷交差点）

## 沿線
- レンゴー 豊橋工場
- 日本フード本社・工場
- 日東電工 豊橋事業所
- アスモ 豊橋工場
- 有楽製菓 豊橋夢工場